# Małoryta (gmina)
Małoryta – dawna gmina wiejska istniejąca do 1939 roku w woj. poleskim Siedzibą gminy była Małoryta – obecnie miasto na Białorusi (1791 mieszk. w 1921 roku).
W okresie międzywojennym gmina Małoryta należała do powiatu brzeskiego w woj. poleskim. 12 kwietnia 1928 roku do gminy Małoryta przyłączono część obszaru zniesionej gminy Mokrany. Po wojnie obszar gminy Małoryta wszedł w struktury administracyjne Związku Radzieckiego.